# Římskokatolická církev v Brazílii
Katolická církev v Brazílii je součástí všeobecné církve na území Brazílie, pod vedením papeže a místních biskupů sdružených do Brazilské biskupské konference (Conferência Nacional dos Bispos do Brasil - CNBB, je součástí Rady latinskoamerických biskupských konferencí (CELAM)). Papež je v Brazílii zastupován apoštolským nunciem v Brazílii. Primasem je tradičně arcibiskup v São Salvador da Bahia.

## Statistické údaje
Římskokatolické vyznání je nejpočetnějším vyznáním v zemi, hlásí se k němu asi 164 miliónů lidí, tzn. 84.5% brazilské populace (jde tedy o zemi s nejpočetnější populací katolíků na světě). Aktivně a pravidelně se jich ovšem účastní bohoslužeb jen asi 20%.
K 31. prosinci 2011 se v zemi se nacházelo 10.802 farností a 37.827 pastoračních center, které jsou sdruženy do 274 diecézí nebo obdobných struktur. Katolická církev zde má 453 biskupů, 20.701 kněží, 2.903 stálých jáhnů, 2.702 řeholníků a 30.528 řeholnic. Sekulární instituty mají 1.985 laických členů, laických misionářů je 144.910 a katechetů 483.104. Ve větších seminářích je 8.956 seminaristů, v menších seminářích 2.671.

## Výchova, vzdělávání a charitativní činnost
Katolická církev máv zemi 6.882 vzdělávacích center (od mateřských škol až po univerzity, v nichž studuje 1.940.299 studentů a 3.257 specializovaných vzdělávacích center. Církev také vlastní něbo řídí 5.330 charitativních a sociálních center: 369 nemocnic, 884 ošetřoven, 22 leprosárií, 718 domovů pro seniory a invalidy, 1.636 sirotčinců a útulků pro děti, 1.711 poraden pro rodiny a další centra zaměřená na ochranu života. *** V neděli 15. října 2017 na Svatopetrském náměstí v Římě(za účasti více než 35.000 věřících) římský biskup a papež Katolické církve František kanonizoval (svatořečil) celkem 35 nových svatých. Z toho 30 mučedníků z Brazílie. Zástupce mnoha obětí vraždění, spáchaného v r. 1645 holandskými kolonizátory z nenávisti ke katolické víře na území dnešního brazilského státu Rio Grande do Norte. Nizozemský vpád do severovýchodních brazilských provincií v r.1630 (v době Třicetileté války v Evropě 1618-1648) zahájil největší válku v koloniálním období brazilských dějin. Důvodem útoku a obsazení portugalských provincií byla výroba cukrové třtiny, v té době pro Evropany nejcennějšího zboží. Oficiálním náboženstvím se nově stal kalvinismus a různé katolické řády tam působící (františkáni,karmelitáni,benediktini a jezuité) byly vyhnány a jejich kostely a kláštery byly vypleněny. Při pokusech o násilné konverze ke kalvinismu byly povražděny desítky(spíše stovky) katolíků. Kvůli složité identifikaci ostatků je jménem známo jen 30 z nich.Při kanonizaci je reprezentovali dva diecézní kněží Andrés de Soveral a Ambrosio Francisco Ferro a věřící laik Mateus Moreira. (z dalších pěti byli svatořečeni též tři dětští mučedníci, chlapci ve věku 10 až 13 let z řad indiánských Aztéků z Mexika).
5. května 2022 vydal arcibiskup José Ionilton Lisboa de Oliveira prohlášení o ekologické krizi v Amazonii, jež navazuje na amazonskou synodu.

## Administrativní členění katolické církve v Brazílii

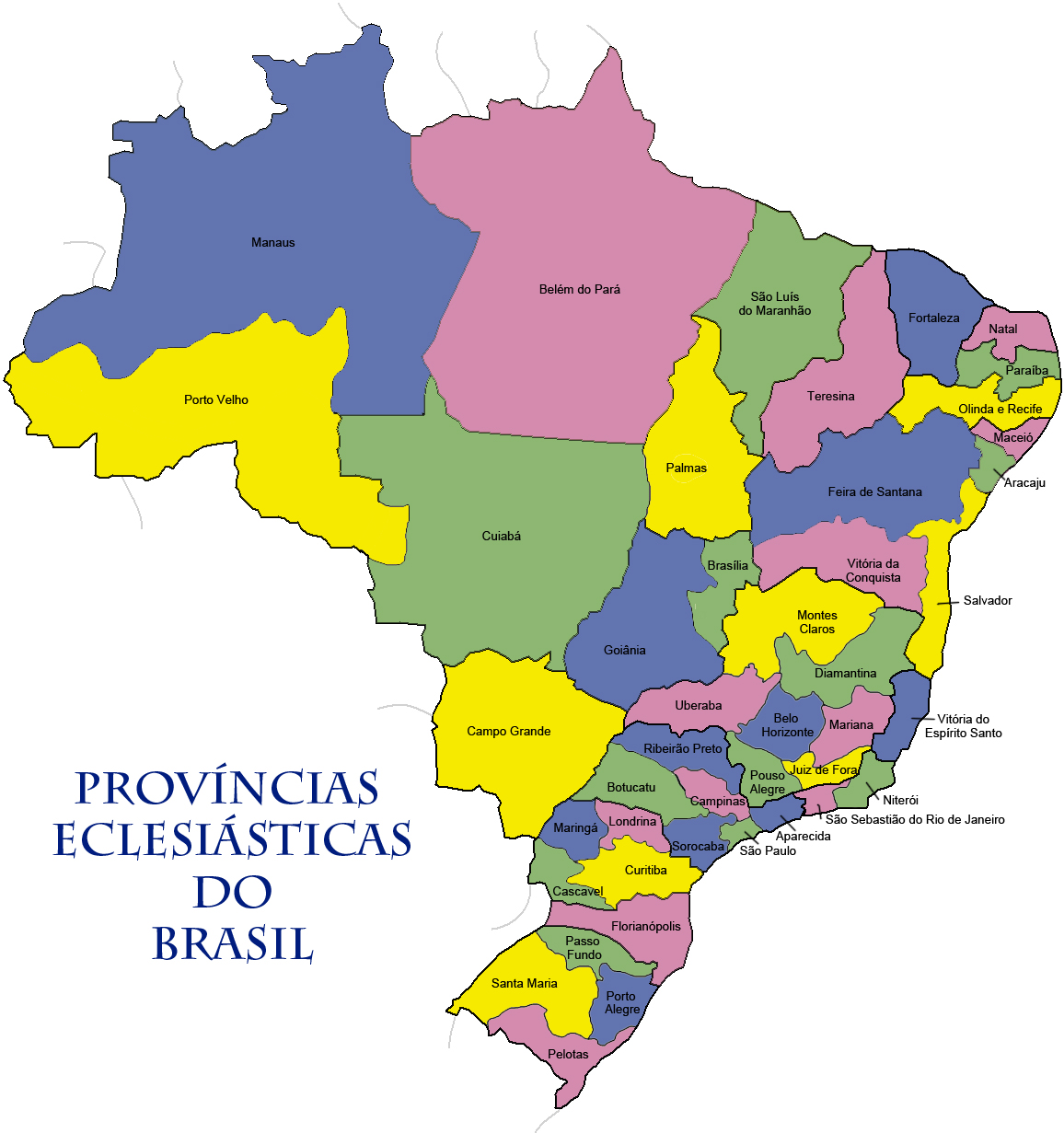
Církevní organizace římskokatolické církve v Brazílii

### Církevní oblast Sever 1 (Amazonas e Roraima)

#### Církevní provincie Manaus
- Arcidiecéze Manaus
  - Diecéze Alto Solimões
  - Diecéze Parintins
  - Diecéze Roraima
  - Diecéze São Gabriel da Cachoeira
  - Územní prelatura Borba
  - Územní prelatura Coari
  - Územní prelatura Itacoatiara
  - Územní prelatura Tefé

### Církevní oblast Sever 2 (Pará)

#### Církevní provincie Belém do Pará
- Arcidiecéze Belém do Pará
  - Diecéze Abaetetuba
  - Diecéze Bragança do Pará
  - Diecéze Castanhal
  - Diecéze Macapá
  - Diecéze Marabá
  - Diecéze Óbidos
  - Diecéze Ponta de Pedras
  - Diecéze Santarém
  - Územní prelatura Cametá
  - Územní prelatura Itaituba
  - Územní prelatura Marajó
  - Územní prelatura Xingu

### Církevní oblast Severo-východ 1 (Ceará)

#### Církevní provincie Fortaleza
- Arcidiecéze Fortaleza
  - Diecéze Crateús
  - Diecéze Crato
  - Diecéze Iguatú
  - Diecéze Itapipoca
  - Diecéze Limoeiro do Norte
  - Diecéze Quixadá
  - Diecéze Sobral
  - Diecéze Tianguá

### Církevní oblast Severo-východ 2 (Pernambuco, Paraíba, Rio Grande do Norte e Alagoas)

#### Církevní provincie Olinda e Recife
- Arcidiecéze Olinda e Recife
  - Diecéze Afogados da Ingazeira
  - Diecéze Caruaru
  - Diecéze Floresta
  - Diecéze Garanhuns
  - Diecéze Nazaré
  - Diecéze Palmares
  - Diecéze Pesqueira
  - Diecéze Petrolina
  - Diecéze Salgueiro

#### Církevní provincie Paraíba
- Arcidiecéze Paraíba
  - Diecéze Cajazieras
  - Diecéze Campina Grande
  - Diecéze Guarabira
  - Diecéze Patos

#### Církevní provincie Maceió
- Arcidiecéze Maceió
  - Diecéze Palmeira dos Índios
  - Diecéze Penedo

#### Církevní provincie Natal
- Arcidiecéze Natal
  - Diecéze Caicó
  - Diecéze Mossoró

### Církevní oblast Severo-východ 3 (Bahia e Sergipe)

#### Církevní provincie São Salvador da Bahia
- Arcidiecéze São Salvador da Bahia, jejíž arcibiskup má titul primas brazilský
  - Diecéze Alagoinhas
  - Diecéze Amargosa
  - Diecéze Eunápolis
  - Diecéze Ilhéus
  - Diecéze Itabuna
  - Diecéze Teixeira de Freitas-Caravelas

#### Církevní provincie Vitória da Conquista
- Arcidiecéze Vitória da Conquista
  - Diecéze Bom Jesus da Lapa
  - Diecéze Caetité
  - Diecéze Jequié
  - Diecéze Livramento de Nossa Senhora

#### Církevní provincie Feira de Santana
- Arcidiecéze Feira de Santana
  - Diecéze Barra do Rio Grande
  - Diecéze Barreiras
  - Diecéze Bonfim
  - Diecéze Irecê
  - Diecéze Juazeiro
  - Diecéze Paulo Afonso
  - Diecéze Ruy Barbosa
  - Diecéze Serrinha

#### Církevní provincie Aracaju
- Arcidiecéze Aracaju
  - Diecéze Estância
  - Diecéze Propriá

### Církevní oblast Severo-východ 4 (Piauí)

#### Církevní provincie Teresina
- Arcidiecéze Teresina
  - Diecéze Bom Jesus do Gurguéia
  - Diecéze Campo Maior
  - Diecéze Floriano
  - Diecéze Oeiras
  - Diecéze Parnaíba
  - Diecéze Picos
  - Diecéze São Raimundo Nonato

### Církevní oblast Severo-východ 5 (Maranhão)

#### Církevní provincie São Luís do Maranhão
- Arcidiecéze São Luís do Maranhão
  - Diecéze Bacabal
  - Diecéze Balsas
  - Diecéze Brejo
  - Diecéze Carolina
  - Diecéze Caxias do Maranhão
  - Diecéze Coroatá
  - Diecéze Grajaú
  - Diecéze Imperatriz
  - Diecéze Pinheiro
  - Diecéze Viana
  - Diecéze Zé-Doca

### Církevní oblast Východ 1 (Rio de Janeiro)

#### Církevní provincie São Sebastião do Rio de Janeiro
- Arcidiecéze São Sebastião do Rio de Janeiro
  - Diecéze Barra do Piraí-Volta Redonda
  - Diecéze Duque de Caxias
  - Diecéze Itaguaí
  - Diecéze Nova Iguaçu
  - Diecéze Valença

#### Církevní provincie Niterói
- Arcidiecéze Niterói
  - Diecéze Campos
  - Diecéze Nova Friburgo
  - Diecéze Petrópolis

### Církevní oblast Východ 2 (Minas Gerais e Espírito Santo)

#### Církevní provincie Mariana
- Arcidiecéze Mariana
  - Diecéze Caratinga
  - Diecéze Governador Valadares
  - Diecéze Itabira–Fabriciano

#### Církevní provincie Diamantina
- Arcidiecéze Diamantina
  - Diecéze Almenara
  - Diecéze Araçuaí
  - Diecéze Guanhães
  - Diecéze Teófilo Otoni

#### Církevní provincie Belo Horizonte
- Arcidiecéze Belo Horizonte
  - Diecéze Divinópolis
  - Diecéze Luz
  - Diecéze Oliveira
  - Diecéze Sete Lagoas

#### Církevní provincie Pouso Alegre
- Arcidiecéze Pouso Alegre
  - Diecéze Campanha
  - Diecéze Guaxupé

#### Církevní provincie Uberaba
- Arcidiecéze Uberaba
  - Diecéze Ituiutaba
  - Diecéze Patos de Minas
  - Diecéze Uberlândia

#### Církevní provincie Juiz de Fora
- Arcidiecéze Juiz de Fora
  - Diecéze Leopoldina
  - Diecéze São João del Rei

#### Církevní provincie Montes Claros
- Arcidiecéze Montes Claros
  - Diecéze Janaúba
  - Diecéze Januária
  - Diecéze Paracatu

#### Církevní provincie Vitória
- Arcidiecéze Vitória
  - Diecéze Cachoeiro de Itapemirim
  - Diecéze Colatina
  - Diecéze São Mateus

### Církevní oblast Jih 1 (São Paulo)

#### Církevní provincie São Paulo
- Arcidiecéze São Paulo
  - Diecéze Campo Limpo
  - Diecéze Caraguatatuba
  - Diecéze Guarulhos
  - Diecéze Mogi das Cruzes
  - Maronitská eparchie Panny Marie Libanonské v São Paulo (Maronitská katolická církev)
  - Melchitská eparchie Panny Marie Rajské v São Paulu (Melchitská řeckokatolická církev)
  - Diecéze Osasco
  - Diecéze Santo Amaro
  - Diecéze Santo André
  - Diecéze Santos
  - Diecéze São Miguel Paulista

#### Církevní provincie Botucatu
- Arcidiecéze Botucatu
  - Diecéze Araçatuba
  - Diecéze Assis
  - Diecéze Bauru
  - Diecéze Lins
  - Diecéze Marília
  - Diecéze Ourinhos
  - Diecéze Presidente Prudente

#### Církevní provincie Campinas
- Arcidiecéze Campinas
  - Diecéze Amparo
  - Diecéze Bragança Paulista
  - Diecéze Limeira
  - Diecéze Piracicaba
  - Diecéze São Carlos

#### Církevní provincie Ribeirão Preto
- Arcidiecéze Ribeirão Preto
  - Diecéze Barretos
  - Diecéze Catanduva
  - Diecéze Franca
  - Diecéze Jaboticabal
  - Diecéze Jales
  - Diecéze São João da Boa Vista
  - Diecéze São José do Rio Preto

#### Církevní provincie Aparecida
- Arcidiecéze Aparecida
  - Diecéze Caraguatatuba
  - Diecéze Lorena
  - Diecéze São José dos Campos
  - Diecéze Taubaté

#### Církevní provincie Sorocaba
- Arcidiecéze Sorocaba
  - Diecéze Itapetininga
  - Diecéze Itapeva
  - Diecéze Jundiaí
  - Diecéze Registro

### Církevní oblast Jih 2 (Paraná)

#### Církevní provincie Curitiba
- Arcidiecéze Curitiba
  - Diecéze Guarapuava
  - Diecéze Paranaguá
  - Diecéze Ponta Grossa
  - Diecéze União da Vitória
  - Diecéze São José dos Pinhais

#### Církevní provincie Londrina
- Arcidiecéze Londrina
  - Diecéze Apucarana
  - Diecéze Cornélio Procópio
  - Diecéze Jacarezinho

#### Církevní provincie Maringá
- Arcidiecéze Maringá
  - Diecéze Campo Mourão
  - Diecéze Paranavaí
  - Diecéze Umuarama

#### Církevní provincie Cascavel
- Arcidiecéze Cascavel
  - Diecéze Foz do Iguaçu
  - Diecéze Palmas-Francisco Beltrão
  - Diecéze Toledo (Brazílie)

### Církevní oblast Jih 3 (Rio Grande do Sul)

#### Církevní provincie Passo Fundo
- Arcidiecéze Passo Fundo
  - Diecéze Erexim
  - Diecéze Frederico Westphalen
  - Diecéze Vacaria

#### Církevní provincie Pelotas
- Arcidiecéze Pelotas
  - Diecéze Bagé
  - Diecéze Rio Grande

#### Církevní provincie Porto Alegre
- Arcidiecéze Porto Alegre
  - Diecéze Caxias do Sul
  - Diecéze Montenegro
  - Diecéze Novo Hamburgo
  - Diecéze Osório

#### Církevní provincie Santa Maria
- Arcidiecéze Santa Maria
  - Diecéze Cachoeira do Sul
  - Diecéze Cruz Alta
  - Diecéze Santa Cruz do Sul
  - Diecéze Santo Ângelo
  - Diecéze Uruguaiana

### Církevní oblast Jih 4 (Santa Catarina)

#### Církevní provincie Florianópolis
- Arcidiecéze Florianópolis
  - Diecéze Blumenau
  - Diecéze Caçador
  - Diecéze Chapecó
  - Diecéze Criciúma
  - Diecéze Joaçaba
  - Diecéze Joinville
  - Diecéze Lages
  - Diecéze Rio do Sul
  - Diecéze Tubarão

### Církevní oblast Středo-západ (Goiás, Distrito Federal e Tocantins)

#### Církevní provincie Brasília
- Arcidiecéze Brasília
  - Diecéze Formosa
  - Diecéze Luziânia
  - Diecéze Uruaçu

#### Církevní provincie Goiânia
- Arcidiecéze Goiânia
  - Diecéze Anápolis
  - Diecéze Goiás
  - Diecéze Ipameri
  - Diecéze Itumbiara
  - Diecéze Jataí
  - Diecéze Rubiataba-Mozarlândia
  - Diecéze São Luís de Montes Belos

#### Církevní provincie Palmas
- Arcidiecéze Palmas
  - Diecéze Miracema do Tocantins
  - Diecéze Porto Nacional
  - Diecéze Tocantinópolis
  - Územní prelatura Cristalândia

### Církevní oblast Západ 1 (Mato Grosso do Sud)

#### Církevní provincie Campo Grande
- Arcidiecéze Campo Grande
  - Diecéze Corumbá
  - Diecéze Coxim
  - Diecéze Dourados
  - Diecéze Naviraí
  - Diecéze Jardim
  - Diecéze Três Lagoas

### Církevní oblast Západ 2 (Mato Grosso)

#### Církevní provincie Cuiabá
- Arcidiecéze Cuiabá
  - Diecéze Barra do Garças
  - Diecéze Diamantino
  - Diecéze Guiratinga
  - Diecéze Juína
  - Diecéze Rondonópolis
  - Diecéze São Luíz de Cáceres
  - Územní prelatura Paranatinga
  - Územní prelatura São Félix

### Církevní oblast Severo-západ 2 (Rondônia, Acre e Amazonas)

#### Církevní provincie Porto Velho
- Arcidiecéze Porto Velho
  - Diecéze Guajará-Mirim
  - Diecéze Humaitá
  - Diecéze Ji-Paraná
  - Územní prelatura Lábrea

### Jurisdikcesui iuris
- Ukrajinská katolická archieparchie sv. Jana Křtitele v Curitibě (Ukrajinská řeckokatolická církev)
  - Ukrajinská katolická eparchie Neposkvrněného Početí P. Marie v Prudentópolis
- Apoštolský exarchát Latinské Ameriky a Mexika (Arménská katolická církev)
- Vojenský ordinariát v Brazílii
- Ordinariát pro věřící východního ritu v Brazílii
- Personální apoštolská administratura sv. Jana Marii Vianneye (Tridentský ritus)